# Enoch Heinrich Kisch
Enoch Heinrich Kisch (6. května 1841 Praha – 24. srpna 1918 Mariánské Lázně) byl balneolog, gynekolog a vysokoškolský pedagog, který pocházel z významné pražské německo-židovské rodiny.

## Rodina
Jméno rodiny je odvozeno zřejmě od obce Chyše, která se nachází nedaleko Karlových Varů a ve které měla rodina své kořeny. V Praze je rodina prokazatelně doložena již v 17. století a řada jejich členů se věnovala hlavně medicíně.
Otcem Enocha Heinricha Kische byl Joseph Enoch Kisch a matkou Marie Kischová. Mezi jeho sourozence patřil mj. teolog a rabín Alexander Kisch. Synovcem Alexandra Kische v druhé linii byl literát a žurnalista Egon Erwin Kisch.
Během holocaustu zemřela v dubnu 1945 v koncentračním táboře Bergen-Belsen jeho nejstarší dcera Klára (1871–1845). Smrti neunikl ani jeho nejstarší vnuk Felix Herman (1894–1945), který před válkou působil jako lékař v Nizozemí. Dožil se sice osvobození tábora, ale krátce poté podlehl tyfu.

## Život
V duchu rodinné tradice vystudoval v Praze medicínu a v roce 1863 začal pracovat jako balneolog v Mariánských Lázních, k jejichž lázeňskému rozvoji přispěl. Od roku 1674 přednášel v Praze na univerzitě jako soukromý docent a o rok později se zde stal profesorem balneologické léčby. Ve stejném roce začal též editovat časopis Allgemeine Balneologische Zeitung a autorsky se podílel i na publikaci System of Physiologic Therapeutics, která vyšla ve Filadelfii. Balneologie ho také přivedla k výzkumu ženské sexuality a k bádání na poli gynekologie. K tomuto tématu napsal též řadu odborných prací.